# Europamästerskapen i orientering 2006
Europamästerskapen i orientering 2006 avgjordes den 5–14 maj 2006 i Otepää i Estland.

## Medaljörer

### Damer

#### Sprint
1. Simone Niggli,  Schweiz, 12.35,0
2. Marianne Andersen,  Norge, 13.12,5
3. Minna Kauppi,  Finland, 13.14,8

#### Medeldistans
1. Minna Kauppi,  Finland, 33.41
2. Marianne Andersen,  Norge, 34.16
3. Heli Jukkola,  Finland, 34.55

#### Långdistans
1. Simone Niggli,  Schweiz, 1.12.04
2. Heli Jukkola,  Finland, 1.17.41
3. Minna Kauppi,  Finland, 1.20.54

#### Stafett
1. Finland (Paula Haapakoski, Heli Jukkola, Minna Kauppi), 1.58.10
2. Schweiz (Lea Müller, Vroni König-Salmi, Simone Niggli), 1.58.11
3. Sverige (Emma Engstrand, Kajsa Nilsson, Karolina A. Højsgaard), 1.58.18

### Herrar

#### Sprint
1. Emil Wingstedt,  Sverige, 13.02,2
2. Jamie Stevenson,  Storbritannien, 13.07,3
3. Andrej Chramov,  Ryssland, 13.09.4

#### Medeldistans
1. Thierry Gueorgiou,  Frankrike, 34.04
2. Mārtiņš Sirmais,  Lettland, 34.11
3. Valentin Novikov,  Ryssland, 34.18

#### Långdistans
1. Jani Lakanen,  Finland, 1.35.22
2. Daniel Hubmann,  Schweiz, 1.37.22
3. Olle Kärner,  Estland, 1.39.14

#### Stafett
1. Sverige (Niclas Jonasson, Peter Öberg, David Andersson), 2.19.59
2. Frankrike (François Gonon, Damien Renard, Thierry Gueorgiou), 2.20.02
3. Norge (Lars Skjeset, Carl Waaler Kaas, Øystein Kvaal Østerbø), 2.20.05

### Webbkällor
”European Orienteering Championships 2006” (på engelska). Internationella Orienteringsförbundet. http://orienteering.org/events/?event_id=247. Läst 30 september 2012.